# Atlas Record
Atlas Record was een Japans platenlabel, dat jazz uitbracht. Het label, onderdeel van Yupiteru Industry co., was actief in de periode 1980-1984.
Het heeft muziek uitgebracht van onder meer Wynton Marsalis, Professor Longhair, Sonny Stitt, Herb Ellis, Art Pepper, Carl Fontana met Bill Watrous, Shelly Manne met Russ Freeman, Terry Gibbs, Bobby Shew en Lee Konitz. Het label was gevestigd in Tokyo, waar het hoofdkantoor van Yupiteru staat.